# Niels-Ulrik Bugge
Niels-Ulrik Bugge (født 29. juli 1943) er advokat og siden 1. januar 2006 borgmester i Odder Kommune, valgt for Venstre.
Han har juridisk embedseksamen og arbejdede frem til 2006 som advokat. Han stillede op til kommunalbestyrelsen for første gang ved valget i 2005.